# Gnetum nodiflorum
Gnetum nodiflorum — вид голонасінних рослин класу гнетоподібні.

## Опис
Деревинна ліана. Листки сильно шкірясті, від еліптично-довгастих до майже яйцюватих, розміром до 18 × 9 см, від зеленого до темно-зеленого кольору, загнуті вниз і від гострих до загострених на вершині, тупі і нерівні біля основи. Зріле насіння червоного кольору, від довгастої до коротко-еліптичної форми, завдовжки 30–35 мм, 20 мм в діаметрі, тупі на вершині.

## Поширення, екологія
Поширення: Французька Гвіана, Гаяна, Суринам, Венесуела, Колумбія, Еквадор, Перу і пн. Бразилія. Ця деревинна ліана, як відомо, зустрічається в первинних вологих тропічних лісах басейну Амазонки, іноді на берегах річок. Деякі колекції записані із саван і порушених земель.

## Використання
Цей вид, як відомо, має деяке етно-ботанічне використання серед індіанських племен басейну Амазонки в тому числі як харчових продуктів (насіння) і лікарське використання наприклад, для лікування пухлин і головного болю.

## Загрози та охорона
Є загальні загрози по всьому ареалу цього виду, в тому числі великі вирубки лісів і порушення в результаті видобутку корисних копалин. Зустрічається в деяких охоронних територіях. Поки що насіння не було зібране для проекту Насіннєвий банк тисячоліття.